# Ophioscolecidae
Famille
Les Ophioscolecidae sont une famille d'ophiures de l'ordre des Ophioscolecida.

## Liste des genres
Selon World Register of Marine Species (5 février 2019) :
- genre Ophiocymbium Lyman, 1880
- genre Ophiogeron Lyman, 1878
- genre Ophiohyalus Matsumoto, 1915
- genre Ophiohymen H.L. Clark, 1911
- genre Ophioleptoplax H.L. Clark, 1911
- genre Ophiologimus H.L. Clark, 1911
- genre Ophiolycus Mortensen, 1933
- genre Ophiophrura H.L. Clark, 1911
- genre Ophioplexa Martynov, 2010
- genre Ophioprium H.L. Clark, 1915
- genre Ophiorupta Martynov, 2010
- genre Ophioscolex Müller & Troschel, 1842
- genre Ophiosyzygus H.L. Clark, 1911
- genre Ophiuroconis Matsumoto, 1915

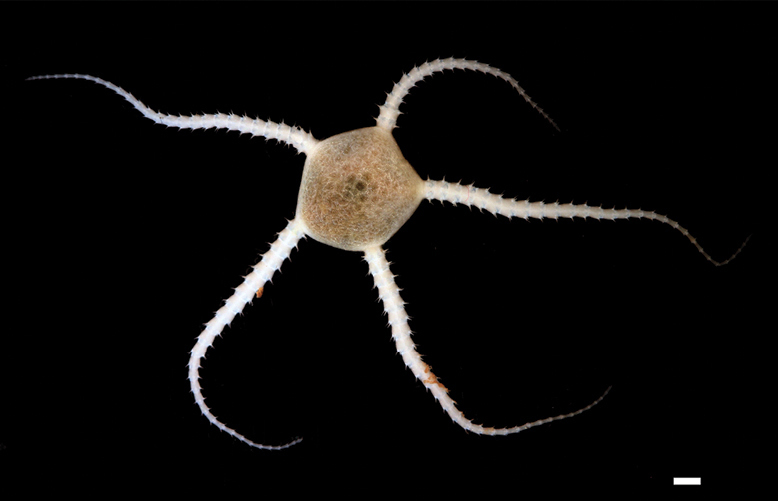
Ophiocymbium tanyae
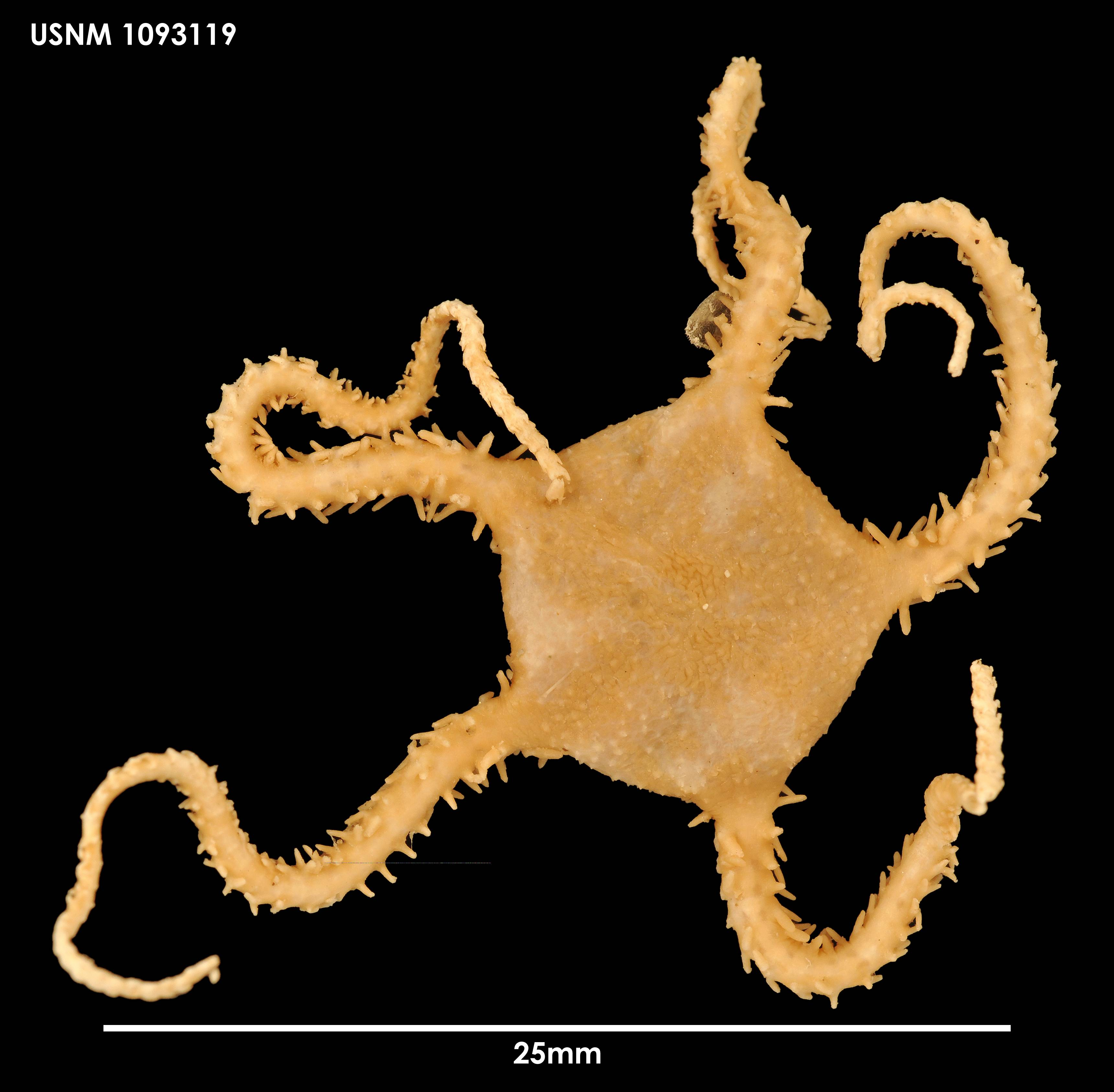
Ophiolycus nutrix
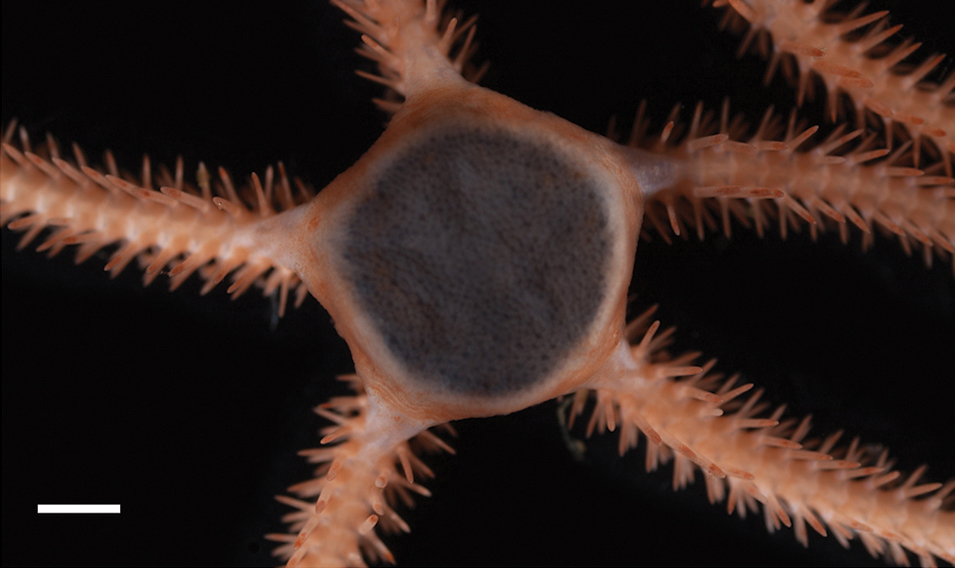
Ophiophrura liodisca
Ophioscolex inermis